# Mendel Portugali
Mendel Portugali (născut Mendl Portigheis; în rusă Мендл Португали; în ebraică ‏מנדל פורטוגלי; n. 1888, Călărași, gubernia Basarabia, Imperiul Rus – d. 13 ianuarie 1917) a fost un activist și luptător sionist din Palestina, evreu născut în Basarabia, unul dintre organizatorii și conducător al organizației evreiești paramilitare „Hashomer” și una dintre figurile-cheie din a doua Aliyá.

## Biografie
S-a născut în târgul Călărași din ținutul Chișinău, gubernia Basarabia (Imperiul Rus), unde împreună cu Israel Giladi, s-a alăturat partidului muncitoresc evreiesc Poalei Sion. A studiat la hederul din localitatea natală, iar din 1899 la o școală comercială din Chișinău, de unde a fost expulzat doi ani mai târziu pentru participarea la activități revoluționare. La întoarcerea în Călărași, a fost arestat pentru posesie de literatură interzisă și exilat la cinci ani de muncă grea în Orientul Îndepărtat (a fost eliberat sub o amnistie după trei ani și jumătate). A prietenit cu conducătorii locali a Poalei Sion, Haim Greenberg și Uriel Feldman.
A fost unul dintre organizatorii unităților de autoapărare în timpul pogromului contra evreilor din Călărași din 23 octombrie 1905, a fost rănit și, împreună cu fratele său Iakov și cu Israel Giladi, a părăsit gubernia în încercarea de a evita arestarea. După ce s-a stabilit în Palestina, a devenit unul dintre organizatorii mișcărilor paramilitare Bar-Giora (1907) și Hashomer (1909). A fost membru al comitetului de conducere al acestuia din urmă, care, pe lângă el, era constituit din Israel Giladi și Israel Șohat. A locuit la Sejera și la Kfar Tavor, iar apoi la Merhavia. 
În ianuarie 1917 întors din pază, i-a căzut revolverul și un glonte ejectat accidental l-a omorât. A fost înmormântat în kibuțul Kfar Giladi. unde a fost înmormântată și soția sa, Tova. Corespondența lui Portugali cu Tova, a fost publicată postum.
A lăsat doi fii: Avraham și Izreel.